# Melitaea maturna
Melitaea maturna är en fjärilsart som beskrevs av Denis och Ignaz Schiffermüller 1775. Melitaea maturna ingår i släktet Melitaea och familjen praktfjärilar. Inga underarter finns listade i Catalogue of Life.